# Karlton Dimanche
Karlton Dimanche (* 5. März 2000 in Cayenne) ist ein französischer Basketballspieler.

## Laufbahn
Dimanche wuchs im französischen Überseegebiet Französisch-Guayana auf und wurde dort in einem von Kevin Séraphin veranstalteten Basketball-Camp entdeckt. 2015 wechselte Dimanche in die Nachwuchsabteilung von Cholet Basket. 2017 wurde er an der Seite von Killian Hayes mit Cholet französischer U18-Meister. Im August 2018 nahm er mit weiteren europäischen Talenten seines Jahrgangs am vom Weltverband FIBA sowie der nordamerikanischen Liga NBA durchgeführten Trainingslager „Basketball Without Borders“ in Israel teil. Im Laufe der Saison 2018/19 erhielt er erste Einsatzzeit in Cholets Herrenmannschaft in der ersten französischen Liga.

### Nationalmannschaft
Beim Albert-Schweitzer-Turnier in Deutschland im Frühjahr 2018 war Dimanche mit 18,0 Punkten pro Partie drittbester Korbschütze der Veranstaltung. Bei der U18-Europameisterschaft im Sommer 2018 gewann er mit Frankreich die Bronzemedaille.